# ドノヴァン・ダイジャック
クリストファー・ジェームス・ダイジャック（Christopher James Dijak、1987年4月23日 - ）はアメリカ合衆国のプロレスラー。マサチューセッツ州レミンスター出身。

## 来歴

### 学生時代
ルーネンバーグ高校在籍時、アメリカンフットボールとバスケットボール、陸上の円盤投げに打ち込む。アメリカンフットボールではオフェンシブラインマンとしてシュライナーズオールスターチーム選出、リーグオールスターでの主将を務めるなど活躍。マサチューセッツ大学進学後もアメリカンフットボール選手として活動した。

### インディー団体

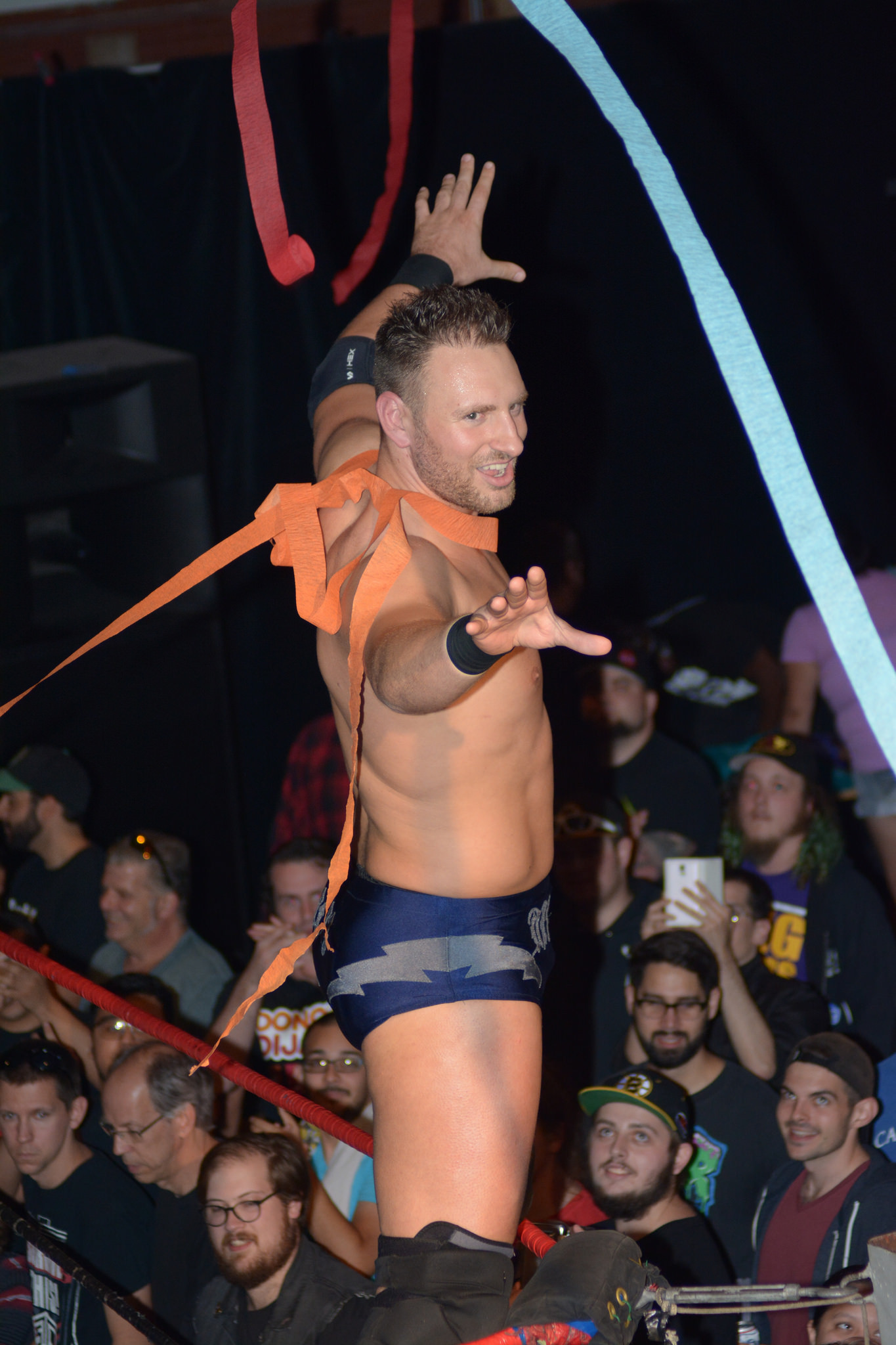
2015年

2012年、ブライアン・フューリーがノースアンドーバーにて主宰するカオティック・トレーニングセンターにてプロレスラーになる為にトレーニングを開始。2013年8月2日、ロードアイランド州を拠点とするインディー団体であるNCW（Northeast Championship Wrestling）にてトッド・スプルを相手にプロレスラーデビューを果たす。同月16日、地元であるマサチューセッツ州を拠点とするCW（Chaotic Wrestling）にてベルン・ビカーリョと対戦し、キャリア初勝利を飾る。CWのみならずLPW（Lucky Pro Wrestling）やTRP（Top Rope Promotions）、SPW（Showcase Pro Wrestling）などマサチューセッツ州を拠点とする団体で経験を積む。

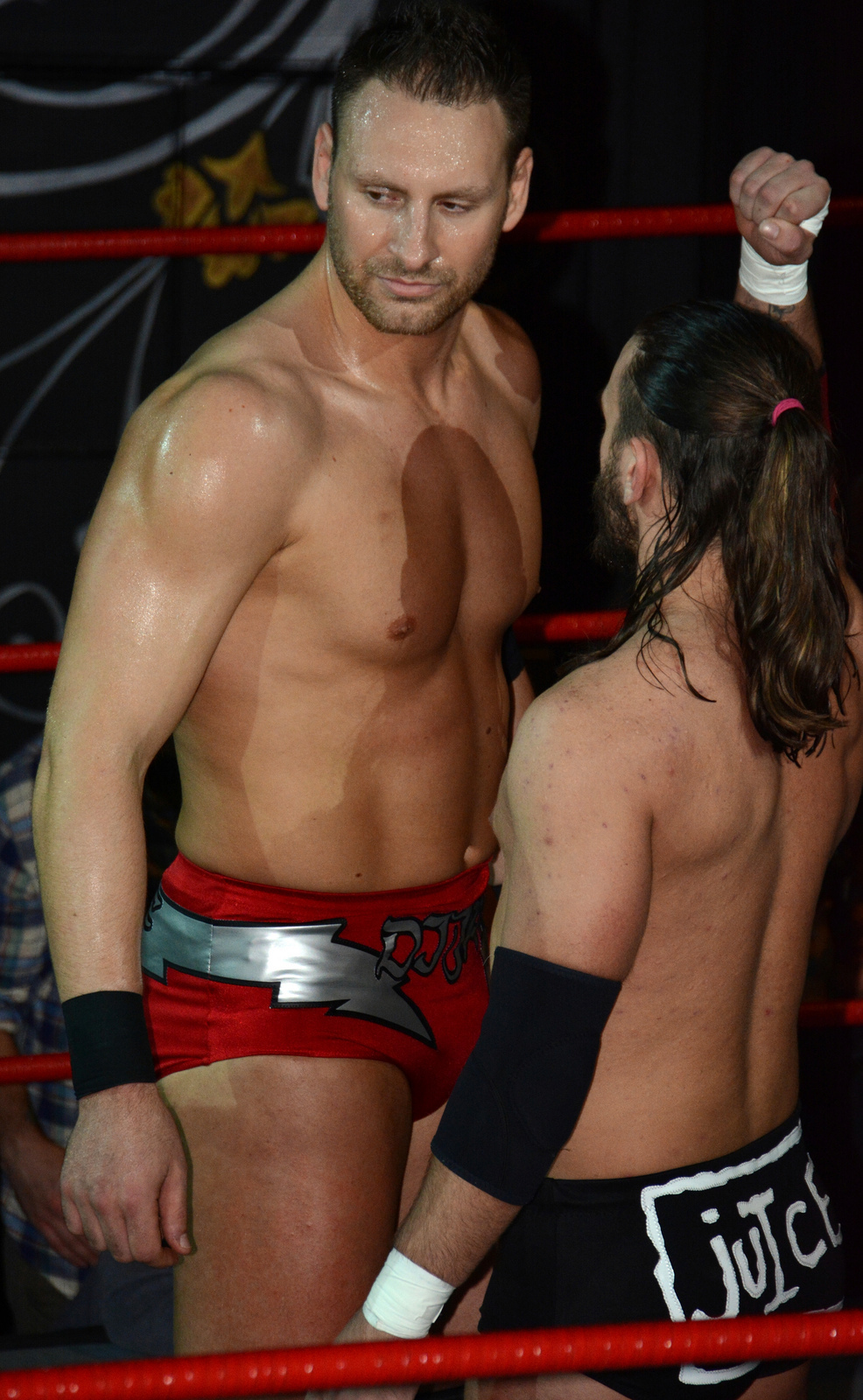
2015年

2014年7月18日、CWのトーナメントであるゴールドラッシュロータリーにエントリー。1回戦でインディーでも名のあるビフ・ビューシックを相手に金星を得る。同月27日、ROHの若手発掘イベントであるFuture of Honor 2に参戦。ストークリー・ハサウェイに勝利するがセコンドに就いていたムースに勝負を要求され対戦するが敗戦した。8月15日、CWにてCWヘビー級王座挑戦権を賭けたゴールドラッシュロータリー決勝にてブランドン・ロック、ブライアン・フューリー、ジミー・プレストンと4wayマッチを行い勝利し、挑戦権を獲得したと同時にゴールドラッシュロータリーを優勝した。10月24日、CW A Chaotic HalloweenにてCWヘビー級王座を保持するマーク・シャーマンに挑戦。勝利してキャリア初の王座を戴冠した。11月8日にはCZWのNight of Infamy 2014にてCZW世界ジュニアヘビー級王座を保持するアレクサンダー・ジェームズに挑戦するもベルトを奪取するに至らなかった。12月12日、CW Fan Appreciation Night 2014にてパンデモニウム・エリミネーションマッチを行い、アダム・ブッカー、ハンソン、ジュリアン・スター、マット・ターバン、シェーン・バークを相手にするが勝利し、試合後には乱入したチェイス・デル・モンテを捕まえてバックステージへと消えていった。
2015年1月3日、ROHのトッププロスペクトトーナメント2015に出場。1回戦でジェイク・ダーデン、準決勝でアシュリー・シックスを破る。そして同月24日の決勝でウィル・フェラーラと対戦して勝利し、優勝を飾った。試合後にはトゥルース・マルティーニ率いるヒールユニットであるハウス・オブ・トゥルース（The House of Truth）に勧誘されメンバー入りした。3月よりROHではジェイ・ディーゼルとタッグを組んで活動するようになり、同月28日にはROH on SBGにてブルータル・バーガーズ（ボブ・エヴァンス & チーズバーガー）と対戦して勝利した。8月1日、ニューヨーク州を拠点とするNEW（Northeast Wrestling）にてサモア・ジョーと対戦するが敗戦した。10月25日、Beyond Gratitude Eraにてジョナサン・グリシャムと対戦。身長差約40cmという異色の対戦を行い、最後にゴリラプレスからスプリングボード・エルボードロップを決めて勝利。11月6日、NEW Prison City Slamにてマット・ハーディーと対戦。マットの得意技であるツイスト・オブ・フェイトを中心に組み立てた戦法に苦しめられ、何度も耐えるが最後に変型のツイスト・オブ・フェイトを喰らい敗戦した。同月29日、Beyond Tournament For Tomorrow 4にてクリス・ヒーローと対戦。激しい打撃戦となるが最後にフィースト・ユア・アイズを決めて勝利した。

### WWE

#### NXT
2017年9月5日、WWEと契約を交わし入団。同月23日、NXT Liveにてアリスター・ブラックとの対戦でデビュー。最後にブラックマスを喰らい敗戦した。
2018年5月30日、NXTにおいてクリス・ダイジャック（Chris Dijak）名義で出場。7月、リングネームをドミニク・ダイジャコビッチ（Dominik Dijakovic）へと変更。12月19日、NXTにてリングネーム改名後初登場。アーロン・マッキーと対戦。試合開始時より圧倒すると最後に "Feast your eyes!" と宣言すると、その通りフィースト・ユア・アイズを決めて勝利した。

## 得意技
フィースト・ユア・アイズ
相手をアルゼンチンバックブリーカーの体勢で相手を両肩に担ぎ上げ、そこから相手の下半身を押し上げることで首を支点に相手を半回転させて自身の前方に落としすと同時に相手の顔面に膝蹴りを叩き込む変形go2sleep。長身から放たれる強烈な膝蹴りを放つ。
チョークスラム・バックブリーカー
ディスカス・ビッグブート
ローリング・ビッグブート
ビッグブート
スパイン・ボム
ファイヤーマンズキャリーの体勢から相手の上半身を押し上げ、両足を開脚しながらジャンプし尻餅を着いてマットへ着地すると同時に相手を背面からマットに叩きつける。
雪崩式スパイン・ボムも使用。
スパイン・バスター
スプリングボード・エルボードロップ
チョークスラム
スーパーキック

## 獲得タイトル
ROH

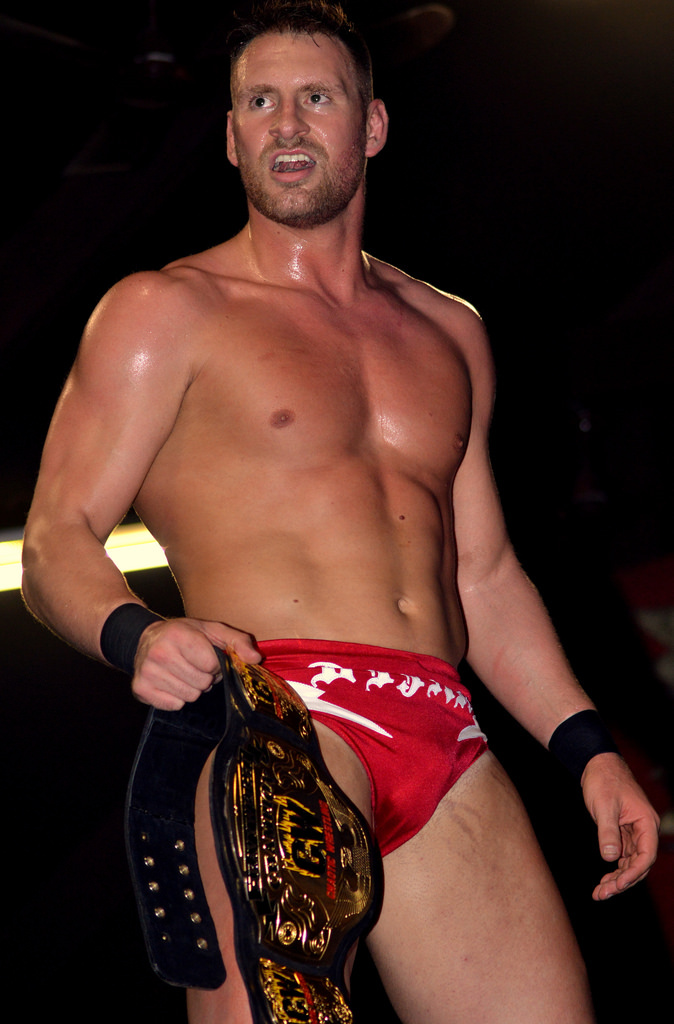
CWヘビー級王座

- トッププロスペクトトーナメント : 2015年度優勝

CW
- CWヘビー級王座 : 1回
- CWニューイングランド王座 : 1回
- CWタッグ王座 : 1回

w / マイキー・ウェブ
LCW
- キーストーンカップ : 2015年優勝

w / ジェイ・ディーゼル
PWR
- PWRヘビー級王座 : 1回

WrestleMerica
- WrestleMericaヘビー級王座 : 1回

## 入場曲
- Stand Alone
- Scorched Ops
- Shut'Em Down
- Shut'Em Down (Remix)